# Friedrich-Wilhelm Kriesel
Friedrich-Wilhelm Kriesel (* 15. Februar 1948 in Iserlohn) ist ein Brigadegeneral außer Dienst der Luftwaffe der Bundeswehr. Er war zuletzt Kommandeur des Kommandos Strategische Aufklärung.

## Leben
Kriesel trat 1967 in die Bundeswehr ein. Er absolvierte von 1979 bis 1981 den 24. Generalstabslehrgang Luftwaffe an der Führungsakademie der Bundeswehr in Hamburg,
Als Stabsoffizier war er unter anderem von 1992 bis 1994 als Leiter des militärischen Anteils der KSZE Mission Georgien in Südossetien im Einsatz und leitete die erste KSE-Inspektion der Bundesrepublik Deutschland in Russland und der Ukraine.
Als General war er Kommandeur des Kommandos Strategische Aufklärung und wurde aus dieser Funktion zum 28. Februar 2010 in den Ruhestand versetzt.
Wolf-Dietrich Kriesel ist der jüngere Bruder von Friedrich-Wilhelm Kriesel.